# Diffa (stad)
Diffa is een stad in Niger en is de hoofdplaats van het departement Diffa.

## Geografie

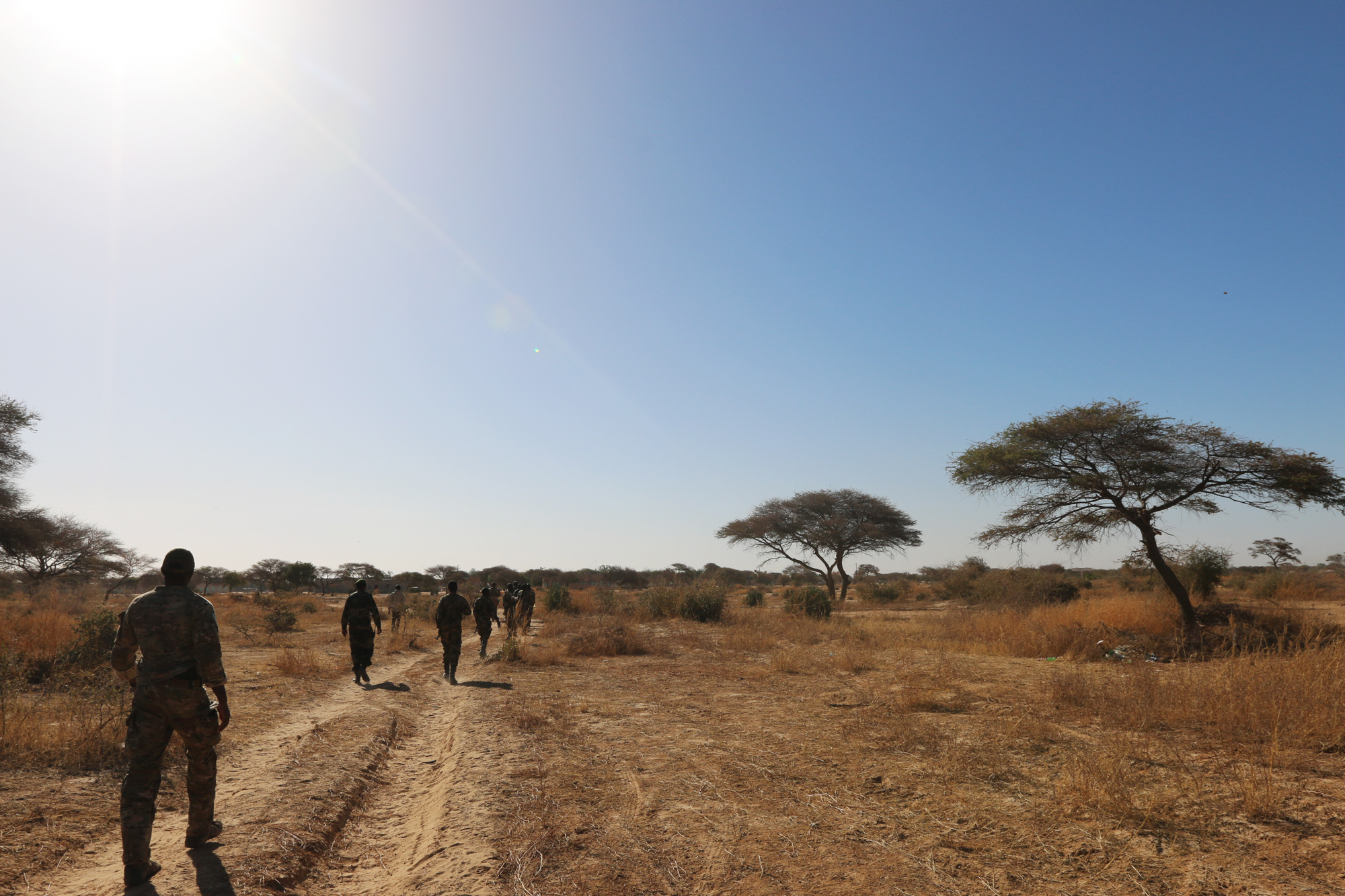
Soldaten in Diffa (2017)

Diffa ligt in het zuidoosten van Niger, in de Sahel. De stad grenst in het zuiden aan de deelstaat Borno van het buurland Nigeria. De grens met Nigeria wordt gevormd door de rivier Komadugu Yobé. Geologisch gezien ligt de stad in een gebied dat in het kwartair is ontstaan. Ten noorden van het stadscentrum bevindt zich de vlakte van Kadzell. 
Het gebied van de stad is verdeeld in 7 wijken, 17 administratieve dorpen en 18 traditionele dorpen.

## Geschiedenis
Tot in de jaren 1960 was Diffa een klein dorp. In 1964 werd in het net onafhankelijk geworden Niger een bestuurlijke herziening doorgevoerd, en was er voor het nieuwe departement in het zuidoosten een hoofdstad nodig. Het was lastig kiezen tussen de toen belangrijkste steden Maïné-Soroa en N’Guigmi. Als compromis viel de keus uiteindelijk op het dorp Diffa. Daarna begon de plaats te groeien. In 1985 kreeg ze als 12e plaats in Niger de status van zelfstandige gemeente (commune). 
Bij een in het jaar 2000 ingevoerde wet tot decentralisatie van het bestuur kreeg het Departement Diffa uitgebreidere competenties. De hoofdstad werd gepromoveerd tot stedelijke gemeente (commune urbaine).
Wegens de activiteiten van de terreurgroep Boko Haram vluchtten vanaf mei 2013 ongeveer 150.000 mensen uit het buurland Nigeria naar Diffa. In december 2014 brak in de stad cholera uit. Boko Haram viel op 8 februari 2015 voor het eerst Diffa aan. Men vluchtte uit de stad in westelijke richting naar Foulatari, Goudoumaria, Maïné-Soroa, en Soubdou en naar de verderaf gelegen grote steden Maradi en Niamey.

## Bevolking

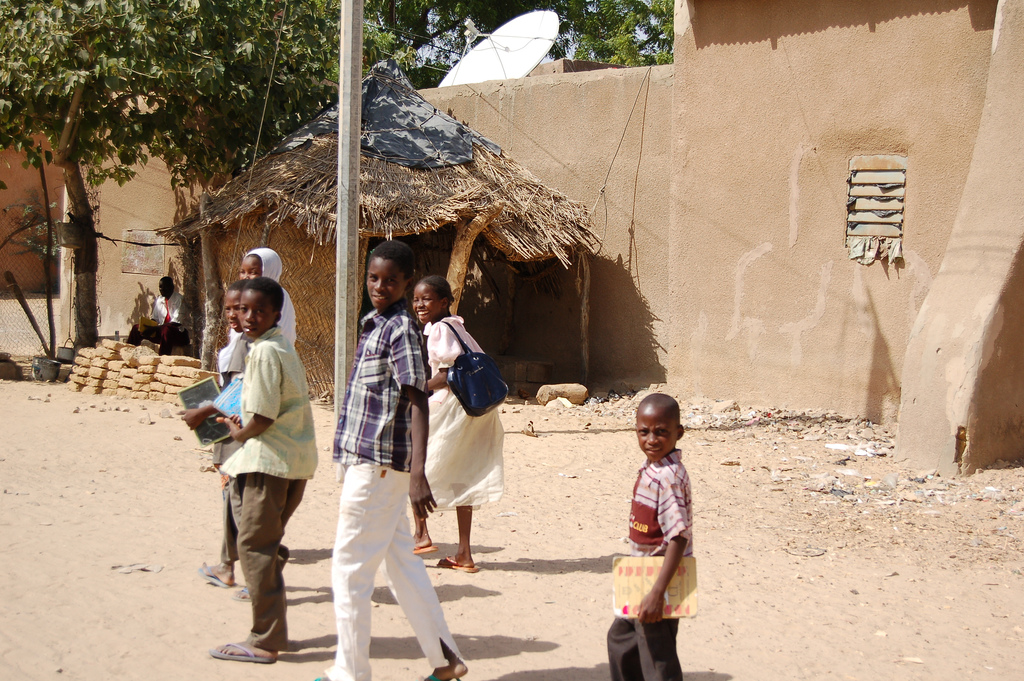
Schoolkinderen in Diffa (2006)

Bij de volkstelling van 1977 telde Diffa 4253 inwoners. In 1988 was het aantal gestegen tot 13.387 en in 2001 naar 23.233 inwoners. In 2012 werden 56.437 inwoners geteld.
De grote meerderheid van de bevolking is moslim. Sinds 1971 heeft N’Guigmi een kleine rooms-katholieke parochie, die ook zorg draagt voor Diffa.

## Economie en infrastructuur

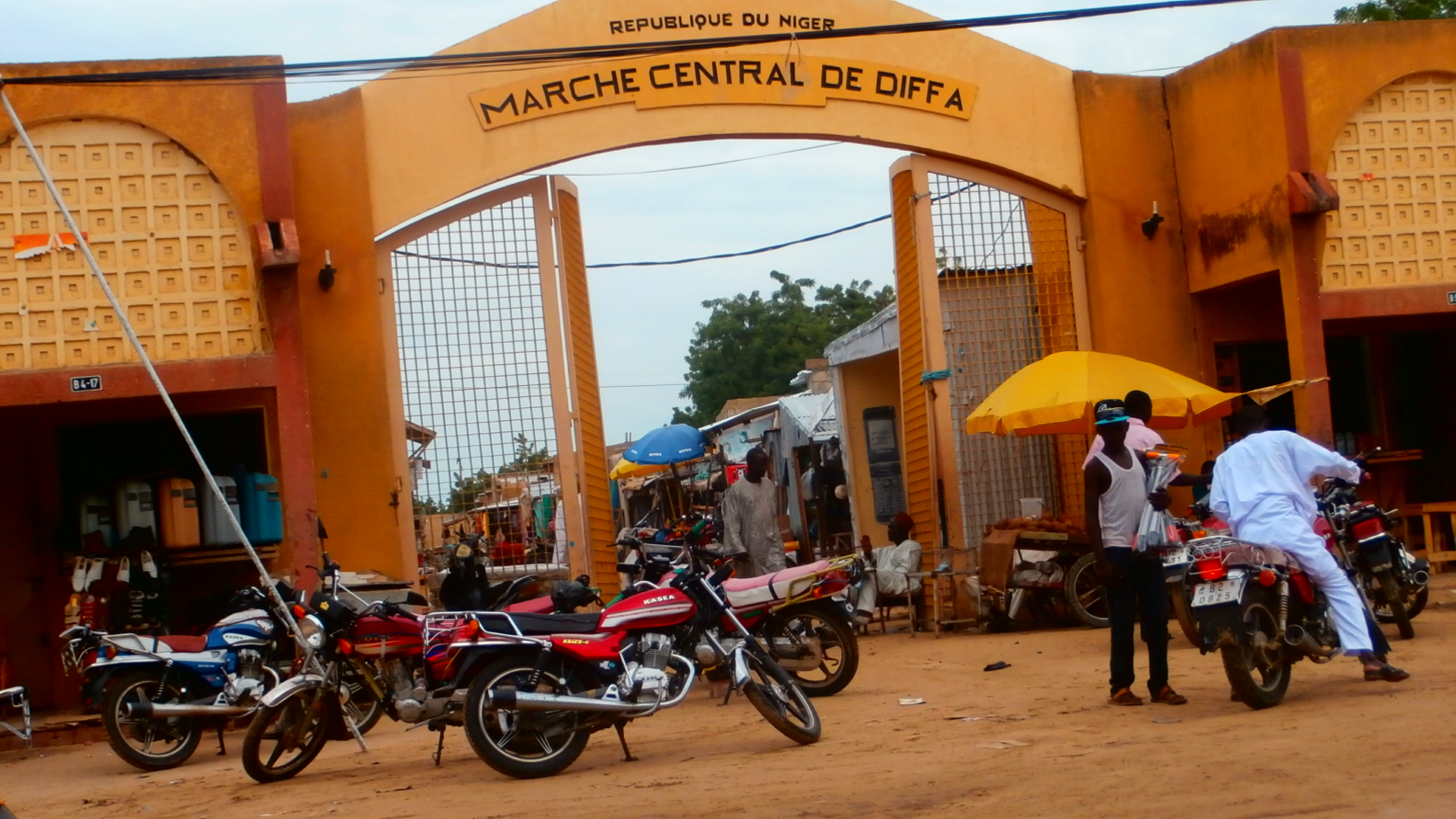
Wekelijkse markt Marché Central in Diffa (2013)

Diffa is een belangrijk centrum voor de (deels informele) handel met Nigeria en de buurregio Zinder. De meestgebruikte valuta is de naira, de munt van Nigeria.  Op de weekmarkt worden vooral levensmiddelen verkocht. Diffa is een overslagplaats voor rode paprika, die op een smalle strook langs de Komadougou Yobé wordt verbouwd en in gedroogde vorm wordt verkocht naar Nigeria, Zinder, Maradi en Niamey. De teelt is onderhevig aan risico's als plantenziektes, droogte en te lage waterstand in de rivier. De laatste kan worden veroorzaakt door Nigeriaanse dammen zoals bij het Tiga-stuwmeer.
In Diffa zijn 175 basisscholen, waaronder twee privéscholen. Per leerkracht zijn er gemiddeld 26 leerlingen, het gemiddelde voor Niger is 39. In Diffa bevindt zich een van de 10 civiele rechtbanken van Niger.
De stad ligt aan de N1. Bij de stad ligt een vliegveld.